# Bryolymnia poasia
Bryolymnia poasia là một loài bướm đêm thuộc họ Noctuidae. Nó được tìm thấy ở Costa Rica.
Chiều dài cánh trước là 12–14 mm.